# Cyperus cancrorum
Cyperus cancrorum är en halvgräsart som beskrevs av Henri Chermezon. Cyperus cancrorum ingår i släktet papyrusar, och familjen halvgräs. Inga underarter finns listade i Catalogue of Life.